# Bernau (Gemeinde Bad Traunstein)
Bernau (früher auch Pernau) ist eine Rotte in der Marktgemeinde Bad Traunstein im Bezirk Zwettl in Niederösterreich.

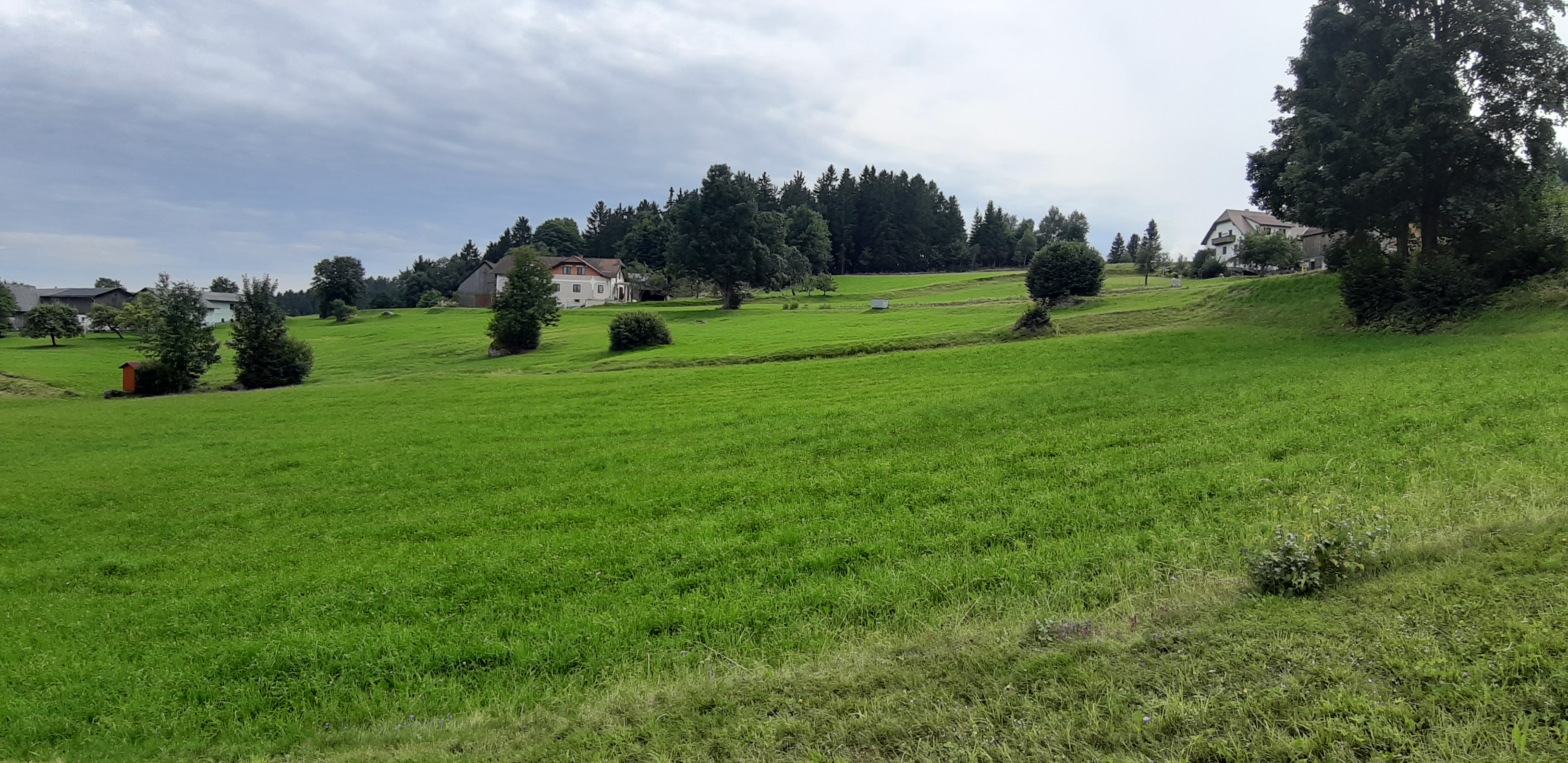
Blick auf die Häuser der Rotte Bernau

## Geografie
Bernau liegt nördlich von Bad Traunstein an der östlichen Flanke des Stückelberges (931 m ü. A.) und ist nur über Nebenstraßen erreichbar. Am 1. April 2020 umfasste die Rotte 3 Adressen.

## Geschichte
Der Ort wird bereits 1371 als Pernaw erwähnt, 1556 Pernnau genannt, der Name weist auf eine Gegend in der sich Bären aufgehalten haben hin.
In Folge der Theresianischen Reformen wurde der Ort dem Kreis Ober-Manhartsberg unterstellt und nach dem Umbruch 1848 war er bis 1867 dem Amtsbezirk Ottenschlag zugeteilt.
Im Jahr 1822 wurde der Ort als Dorf mit drei Häusern genannt, das nach Traunstein eingepfarrt war, wohin auch die Kinder eingeschult wurden. Die Herrschaft Rappottenstein besaß die Ortsobrigkeit, übte die Landgerichtsbarkeit aus, besorgte die Konskription und hatte die Grundherrschaft inne.
Nach der Entstehung der Ortsgemeinden 1849 war die Ansiedlung als Teil von Hummelberg ein Teil der Gemeinde Traunstein und ist bis heute ein Teil dieser.
Laut Adressbuch von Österreich waren im Jahr 1938 in Bernau zwei Landwirte ansässig.